# Lagoa Salgada
Lagoa Salgada é um município brasileiro do estado do Rio Grande do Norte. De acordo com o Estimativa realizado pelo IBGE (Instituto Brasileiro de Geografia e Estatística) no ano 2024, sua população é de 8 619 habitantes.